# Team Shosholoza

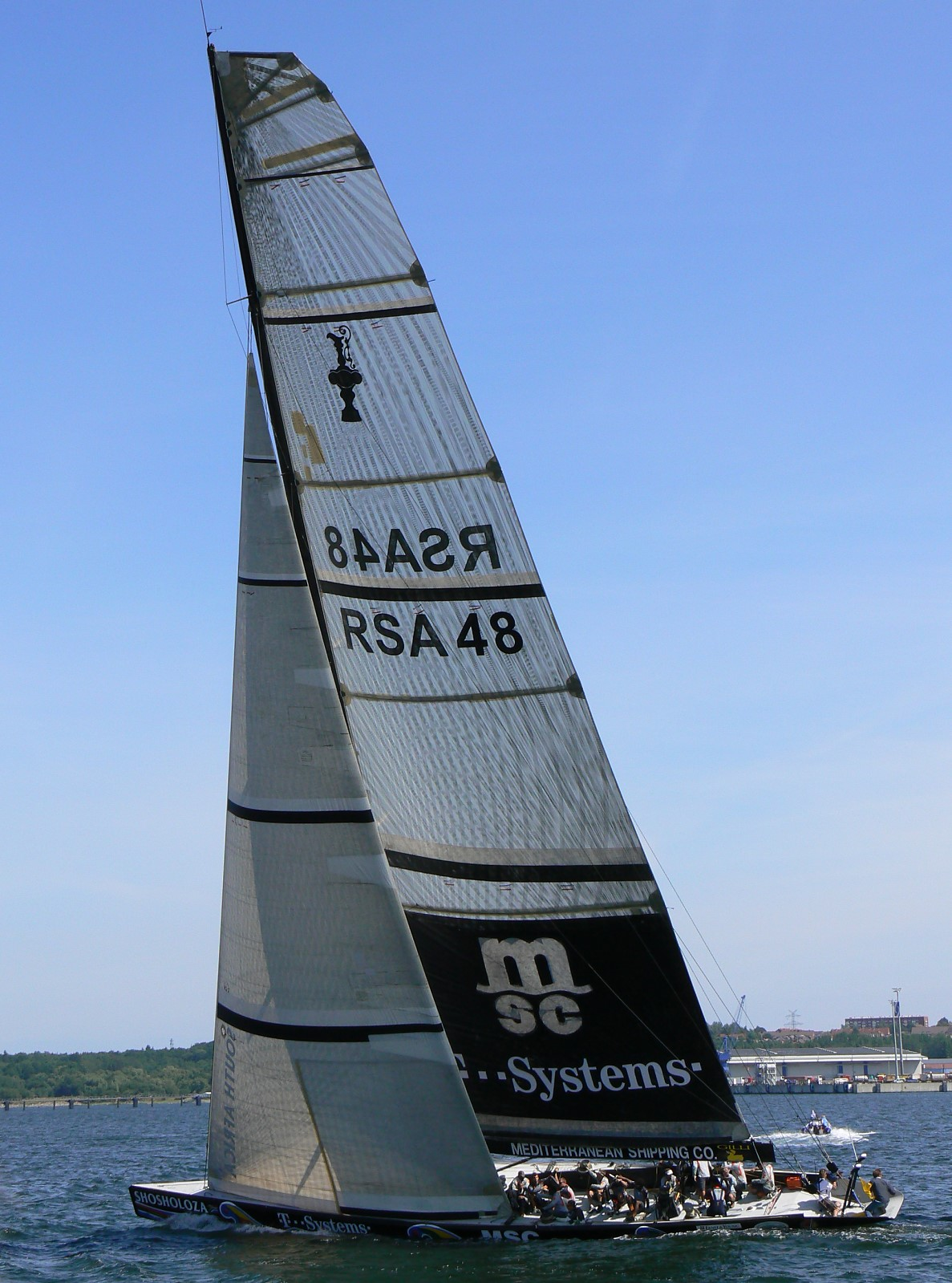
Team Shosholoza beim German Sailing Grand Prix 2006

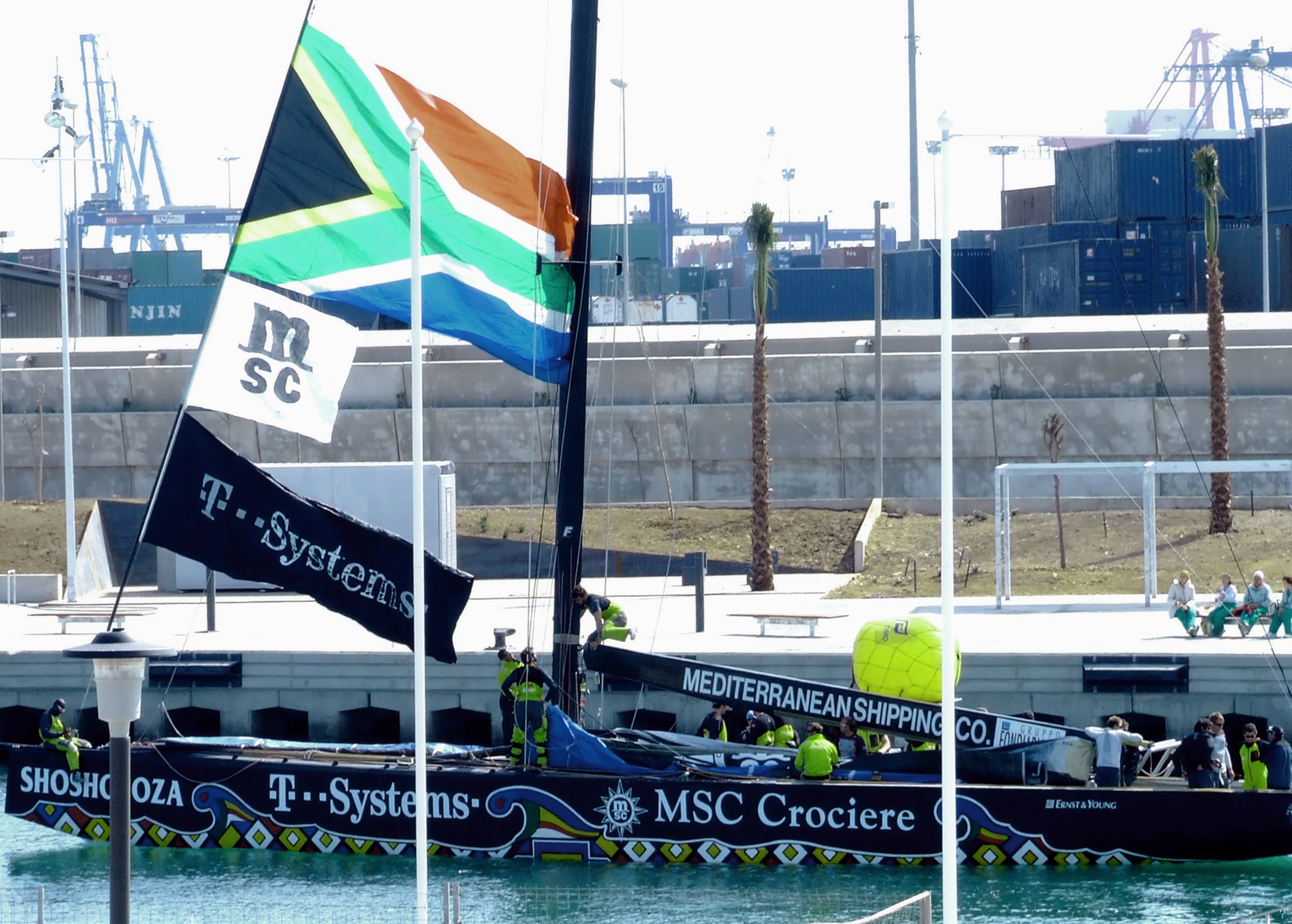
Training in Valencia, 2007

Team Shosholoza ist ein südafrikanisches Segelteam, das als erstes Syndikat mit Seglern schwarzer Hautfarbe am America’s Cup teilnahm. Teamchef ist Salvatore Sarno, dem ein Gesamtbudget 40 Millionen Euro zur Verfügung stand –  ein Fünftel des Budgets von Alinghi.

## Teilnahme am America’s Cup
Das 2003 gegründete Team startete 2007 das erste Mal beim 32. America’s Cup. Zum Team gehörten unter anderem Salvatore Sarno als Teamchef, Mark Sadler als Skipper und Paolo Cian als Steuermann. Außer wenigen Stars bestand das Team fast nur aus Südafrikanern ohne Cuperfahrung. Es waren sowohl Expolizisten und Rugbyspieler als auch Jugendliche aus den Townships im Team. Das Team hatte T-Systems als Sponsor und erreichte einen überraschenden siebten Platz im Louis Vuitton Cup, damit ließ es unter anderem das United Internet Team Germany hinter sich.

## Das Team
Weiterhin im Team: Jason Ker (Designer), Ian Ainslie, Tommaso Chieffi, Marc Lagesse (Afterguard), sowie der Deutsche Boat-Captain Tim Kröger. Er gilt als einer der erfahrensten Segler im Team und ist einer der Ansprechpartner für die jungen Segler.